# Ekecek, Şebinkarahisar
Ekecek là một xã thuộc huyện Şebinkarahisar, tỉnh Giresun, Thổ Nhĩ Kỳ. Dân số thời điểm năm 2011 là 200 người.